# Fay Holden
Fay Holden, pseudonimo di Dorothy Fay Hammerton (Birmingham, 26 settembre 1893 – Los Angeles, 23 giugno 1973), è stata un'attrice statunitense di origine britannica.

## Biografia
Nata a Birmingham (Gran Bretagna) con il nome di Dorothy Fay Hammerton, iniziò a recitare all'età di nove anni e apparve sui palcoscenici londinesi in numerosi drammi e commedie musicali. Sposatasi nel 1914 con David Clyde, con il marito si trasferì negli Stati Uniti per continuare la carriera artistica, lavorando con William Patrick Campbell e recitando prima a Boston, poi in Canada, con il nome d'arte di Gaby Fay.
Fu nel 1935 che l'attrice fece il suo debutto cinematografico con alcune brevi apparizioni non accreditate e assunse il definitivo nome d'arte di Fay Holden. Tra i suoi primi ruoli, quello della Regina Vittoria nel dramma L'angelo bianco (1936) e di Mrs. Martin nell'avventura Anime sul mare (1937).

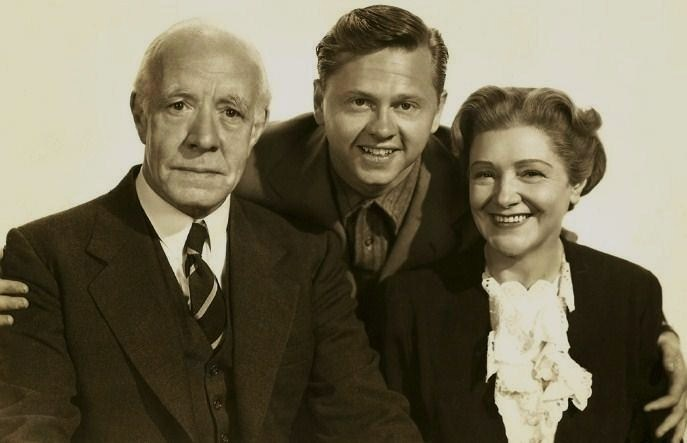
Fay Holden con Lewis Stone e Mickey Rooney, nel film L'amore trova Andy Hardy (1938)

Nel 1937 la Holden interpretò per la prima volta il personaggio per il quale è oggi maggiormente ricordata, quello della signora Emily Hardy nella serie di film incentrati sulla figura di Andy Hardy (interpretato da Mickey Rooney), il bravo ma tendenzialmente ribelle "ragazzo della porta accanto". Nata per rispecchiare il modello ideale della famiglia americana, la serie si aprì con il film Sei giovane solo una volta e divenne subito molto popolare presso il pubblico cinematografico, grazie alle descrizioni sentimentali e garbate della vita domestica della famiglia Hardy. Prodotta dalla MGM, il cui magnate Louis B. Mayer era assai attento a proporre film per famiglie che rispecchiassero l'etica di una società tradizionalista e perbene, la serie di Andy Hardy ebbe per protagonisti fissi, oltre alla Holden e a Rooney, Lewis Stone, nei panni del giudice Hardy, il pacato e saggio capofamiglia, e Ann Rutherford, la vivace vicina di casa Polly Benedict.
Tra il 1937 e il 1958, la Holden interpretò il ruolo di Mrs. Hardy in complessivi 14 film, tra i quali L'amore trova Andy Hardy (1938), Andy Hardy incontra la debuttante (1940), La vita comincia per Andy Hardy (1941), in tutti e tre i quali recitò anche la giovane Judy Garland nel ruolo ricorrente di Betsy Booth, La segretaria privata di Andy Hardy (1941), Carambola d'amore (1945).
Tra gli altri ruoli interpretati dalla Holden durante gli anni quaranta, sono da ricordare quello di Mrs. Kahly in Fiori nella polvere (1941), di Mrs. Regan in Le fanciulle delle follie (1941), di Mrs. Pulham ne Il molto onorevole Mr. Pulham (1941), e quello di Hazeleponit, la madre di Sansone, nel kolossal Sansone e Dalila (1949) di Cecil B. DeMille, dopo il quale la sua carriera si avviò alla fase di declino.
Dopo essere apparsa nel ruolo di Martha Belney nella commedia La sbornia di David (1950), con Elizabeth Taylor e Van Johnson, l'attrice fu lontana dalle scene per alcuni anni. Vi fece ritorno in sole due occasioni, una per un episodio della serie antologica The Ford Television Theatre (1956), e la seconda per riprendere un'ultima volta il personaggio di Emily Hardy in Il ritorno di Mr. Hardy (1958).
Vedova dal 1945 di David Clark, la Holden morì a Los Angeles il 23 giugno 1973, all'età di 79 anni, per un cancro.

## Filmografia

### Cinema
- The Pace That Kills, regia di William A. O'Connor (1935)
- I Married a Doctor, regia di Archie Mayo (1936)
- L'angelo bianco (The White Angel), regia di William Dieterle (1936)
- Wives Never Know, regia di Elliott Nugent (1936)
- Polo Joe, regia di William C. McGann (1936)
- The Accusing Finger, regia di James Hogan (1936)
- Guns of thr Pecos, regia di Noel M. Smith (1937)
- La fuga di Bulldog Drummond (Bulldog Drummond Escapes), regia di James P. Hogan (1937)
- La figlia perduta (Internes Can't Take Money), regia di Alfred Santell (1937)
- King of Gamblers, regia di Robert Florey (1937)
- Exclusive, regia di Alexander Hall (1937)
- Anime sul mare (Souls at Sea), regia di Henry Hathaway (1937)
- Double or Nothing, regia di Theodore Reed (1937)
- Sei giovane solo una volta (You're Only Young Once), regia di George B. Seitz (1937)
- Love Is a Headache, regia di Richard Thorpe (1938)
- I ragazzi del giudice Hardy (Judge Hardy's Children), regia di George B. Seitz (1938)
- Arditi dell'aria (Test Pilot), regia di Victor Fleming (1938)
- Hold That Kiss, regia di Edwin L. Marin (1938)
- L'amore trova Andy Hardy (Love Finds Andy Hardy), regia di George B. Seitz (1938)
- Cowboy dilettante (Out West with the Hardys), regia di George B. Seitz (1938)
- Bisticci d'amore (Sweethearts), regia di W. S. Van Dyke e, non accreditato, Robert Z. Leonard (1938)
- Loews Christmas Greeting (The Hardy Family), regia, non accreditata, di George Sidney (1939) - cortometraggio
- Il sergente Madden (Sergeant Madden), regia di Josef von Sternberg (1939)
- L'ascesa della famiglia Hardy (The Hardys Ride High), regia di George B. Seitz (1939)
- Andy Hardy e la febbre di primavera (Andy Hardy Gets Spring Fever), regia di W.S. Van Dyke (1939)
- Giudice Hardy e figlio (Judge Hardy and Son), regia di George B. Seitz (1939)
- Andy Hardy incontra la debuttante (Andy Hardy Meets Debutante), regia di George B. Seitz (1940)
- Tzigana (Bitter Sweet), regia di W.S. Van Dyke (1940)
- La segretaria privata di Andy Hardy (Andy Hardy's Private Secretary), regia di George B. Seitz (1941)
- The Penalty, regia di Harold S. Bucquet (1941) - scene cancellate
- Washington Melodrama, regia di S. Sylvan Simon (1941)
- Le fanciulle delle follie (Ziegfeld Girl), regia di Robert Z. Leonard e Busby Berkeley (1941)
- I'll Wait for You, regia di Robert B. Sinclair (1941)
- Fiori nella polvere (Blossoms in the Dust), regia di Mervyn LeRoy (1941)
- La vita comincia per Andy Hardy (Life Begins for Andy Hardy), regia di George B. Seitz (1941)
- Il molto onorevole Mr. Pulham (H.M. Pulham, Esq.), regia di King Vidor  (1941)
- Il corteggiamento di Andy Hardy (The Courtship of Andy Hardy), regia di George B. Seitz (1942)
- La doppia vita di Andy Hardy (Andy Hardy's Double Life), regia di George B. Seitz (1942)
- Andy Hardy's Blonde Trouble, regia di George B. Seitz (1944)
- I conquistatori (Canyon Passage), regia di Jacques Tourneur (1946)
- Little Miss Big, regia di Erle C. Kenton (1946)
- Carambola d'amore (Love Laughs at Andy Hardy), regia di Willis Goldbeck (1946)
- Smith il taciturno (Whispering Smith), regia di Leslie Fenton (1948)
- Sansone e Dalila (Samson and Delilah), regia di Cecil B. DeMille (1949)
- La sbornia di David (The Big Hangover), regia di Norman Krasna (1950)
- Il ritorno di Mr. Hardy (Andy Hardy Comes Home), regia di Howard W. Koch (1958)

### Televisione
- The Ford Television Theatre - serie TV, 1 episodio (1956)

## Doppiatrici italiane
- Lia Orlandini in Fiori nella polvere, La sbornia di David
- Giovanna Scotto in Il molto onorevole Mr. Pulham
- Franca Dominici in Sansone e Dalila